# Primorsk (Kaliningrad oblast)
 Ikke at forveksle med byen Primorsk i Leningrad oblast i Rusland og byen Prymorsk i Zaporizjzja oblast i Ukraine.
Primorsk (russisk: Примо́рск; tr. Primórsk), indtil 1946 kendt som Fischhausen (tysk: Fischhausen; polsk: Rybaki; litauisk: Žuvininkai eller Skanavikas), er en by i Rusland. Byen ligger i Kaliningrad oblast, der er en russisk eksklave mellem Polen og Litauen.
Primorsk ligger på halvøen Samland ved strandsøen Wisłabugten (tysk: Frisches Haff) ca. 30 kilometer vest for byen Kaliningrad. Byen har et indbyggertal på 1.447 (2023) indbyggere. Den blev nævnt første gang i 1268  og fik bystatus i 2008. I middelalderen var Fischhausen residens for fyrstbiskopperne af Samland bispedømme, selv om bispedømmets katedral var domkirken i Königsberg (i dag Kaliningrad).